# Alain Sarteur
Alain Sarteur (Francia, 17 de junio de 1946) fue un atleta francés especializado en la prueba de 100 m, en la que consiguió ser subcampeón europeo en 1969.

## Carrera deportiva
En el Campeonato Europeo de Atletismo de 1969 ganó la medalla de plata en los 100 metros lisos, con un tiempo de 10.4 segundos, llegando a meta tras el soviético Valeriy Borzov (oro también con 10.4 s) y por delante del suizo Philippe Clerc (bronce con 10.5 segundos).